# Corrado Bafile
Corrado Bafile (n. 4 iulie 1903, L'Aquila, Regatul Italiei – d. 3 februarie 2005, Roma, Italia) a fost cel mai în vârstă cardinal al Bisericii Catolice din timpurile moderne.
S-a născut în arhidieceza de L'Aquila, Italia, a fost hirotonit preot la Roma în 1936 și a lucrat acolo până în 1960.
În 1960 a fost consacrat episcop de către papa Ioan al XXIII-lea și a fost numit nunțiu apostolic în Germania. În calitate de nunțiu l-a vizitat pe episcopul Joseph Schubert, fost administrator apostolic al Arhidiecezei de București, pe patul de spital. Împreună cu cardinalul Julius Döpfner a oficiat slujba de înmormântare a episcopului Joseph Schubert în Catedrala din München.
A rămas în Germania până în 1975, când papa Paul al VI-lea l-a numit șeful Congregației pentru Cauzele Sfinților. Tot papa Paul al VI-lea l-a ridicat la demnitatea de cardinal în anul 1976. 
S-a retras în 1980 din curie și a atins limita de vârstă pentru alegerile papale în 1983. Starea sănătății sale a fost bună și astfel a fost primit de papa Ioan Paul al II-lea la cea de 100-a aniversare a sa în 2003. A murit în 2005 la vârsta de 101 ani.